# Alontae Taylor
Alontae Devaun Taylor (geboren am 3. Dezember 1998 in Winchester, Tennessee) ist ein US-amerikanischer American-Football-Spieler auf der Position des Cornerbacks. Er spielte College Football für die University of Tennessee und wurde im NFL Draft 2022 in der zweiten Runde von den New Orleans Saints ausgewählt.

## College
Taylor kommt ursprünglich aus Winchester, Tennessee, zog aber mit seiner Familie innerhalb des Bundesstaats nach Manchester um, als er in der vierten Klasse war. Dort besuchte er die Coffee County Central High School und spielte Football als Quarterback, zudem wurde er auch als Wide Receiver und als Defensive Back eingesetzt. Ab 2018 ging Taylor auf die University of Tennessee, um College Football für die Tennessee Volunteers zu spielen. Dort war er ursprünglich als Wide Receiver eingeplant, wechselte aber noch vor Beginn seiner ersten Saison am College in die Defense auf die Position des Cornerbacks, auf der er von seiner ersten Saison an in der Startaufstellung stand. In vier Jahren bestritt er 31 von 45 Spielen als Starter und verzeichnete insgesamt 162 Tackles, vier Interceptions, 19 verhinderte Pässe, drei erzwungene Fumbles und zwei Touchdowns.

## NFL
Taylor wurde im NFL Draft 2022 in der zweiten Runde an 49. Stelle von den New Orleans Saints ausgewählt. Nach den ersten beiden Partien verpasste er wegen einer Knieverletzung vier Spiele. Am siebten Spieltag stand Taylor gegen die Arizona Cardinals erstmals in der Startaufstellung, da mit Marshon Lattimore und Paulson Adebo beide etatmäßigen Starter fehlten. In der Folge spielte er aufgrund des Ausfalls von Lattimore für den Großteil der Saison eine bedeutendere Rolle in der Defense. Taylor verhinderte elf Pässe, in dieser Saison Bestwert in seinem Team, und ließ als nächster Verteidiger nur 48,5 % vollständige Pässe zu. In der Saison 2023 war Taylor bei den Saints von Saisonbeginn an Stammspieler auf der Position des Slot-Cornerbacks. Dabei setzte er 75 Tackles, wehrte 14 Pässe ab, erzielte einen Sack, erzwang einen Fumble und fing in den letzten beiden Spielen der Saison seine ersten beiden Interceptions in der NFL. Am ersten Spieltag der Saison 2024 egalisierte Taylor den NFL-Rekord für die meisten Sacks eines Defensive Backs in einem Spiel, als er den gegnerischen Quarterback Bryce Young dreimal zu Boden brachte. Er ging als Slot-Cornerback in die Saison, aber spielte infolge von Verletzungen und des Abgangs von Lattimore später auch als Outside-Cornerback. Taylor beendete die Saison mit 89 Tackles, zwei erzwungenen Fumbles sowie 16 abgewehrten Pässen, wobei letzteres fünftbester Wert der Liga war.

### NFL-Statistiken
| Saison                             | Saison | Spiele | Spiele      | Tackles | Tackles | Tackles | Tackles | Interceptions | Interceptions | Interceptions | Interceptions | Interceptions | Fumbles | Fumbles | Fumbles |
| Jahr                               | Team   | Spiele | als Starter | Gesamt  | Solo    | Ast     | Sacks   | PD            | INT           | Yds           | Lng           | TD            | FF      | FR      | TD      |
| ---------------------------------- | ------ | ------ | ----------- | ------- | ------- | ------- | ------- | ------------- | ------------- | ------------- | ------------- | ------------- | ------- | ------- | ------- |
| 2022                               | NO     | 13     | 9           | 46      | 39      | 7       | 0,0     | 11            | 0             | 0             | 0             | 0             | 0       | 0       | 0       |
| 2023                               | NO     | 17     | 13          | 75      | 56      | 19      | 1,0     | 14            | 2             | 16            | 16            | 0             | 1       | 0       | 0       |
| 2024                               | NO     | 17     | 15          | 89      | 61      | 28      | 4,0     | 16            | 0             | 0             | 0             | 0             | 2       | 0       | 0       |
| Gesamt                             | Gesamt | 47     | 37          | 210     | 156     | 54      | 5,0     | 41            | 2             | 16            | 16            | 0             | 3       | 0       | 0       |
| Quelle: pro-football-reference.com |        |        |             |         |         |         |         |               |               |               |               |               |         |         |         |